# 阿拉貢廣場 (亞利桑那州)
阿拉貢廣場（英語：Aragon Place）是位於美國亞利桑那州格林利縣的一個非建制地區。該地的面積和人口皆未知。

## 地理
阿拉貢廣場的座標為32°58′20″N 109°21′27″W / 32.97222°N 109.35750°W，而該地的平均海拔高度為1021米（即3350英尺）。